# 1,3-pentanodiol
El 1,3-pentanodiol o pentano-1,3-diol es un diol de fórmula molecular C5H12O2. Es isómero de posición del 1,5-pentanodiol y del 1,2-pentanodiol pero tiene grupos funcionales hidroxilo (-OH) en las posiciones 1 y 3 de la cadena lineal de cinco átomos de carbono. Es una molécula quiral ya que el átomo de carbono de la posición 3 es asimétrico.  

## Propiedades físicas y químicas
El 1,3-pentanodiol es un líquido cuyas propiedades físicas son, en su mayoría, estimadas.
Su punto de fusión es -9 °C y su punto de ebullición es 218 °C.
Tiene una densidad ligeramente inferior a la del agua, 0,978 g/cm³.
El valor del logaritmo de su coeficiente de reparto, logP ≃ 0,2, conlleva que su solubilidad es algo mayor en disolventes hidrófobos —como el 1-octanol— que en disolventes hidrófilos. En agua, su solubilidad estimada es de 76 g/L.

## Síntesis y usos
El 1,3-pentanodiol puede sintetizarse por hidroboración intramolecular dirigida por oxígeno del oxi-3-penteno. El proceso consta de dos pasos. En primer lugar, se hace reaccionar el oxi-3-penteno con dimetilsulfuro borano (Me2S·BH3)  que previamente ha sido activado con ácido tríflico (TfOH) (preactivación a -78 °C y calentamiento a -20 °C). En segundo lugar, la reacción es sofocada con un tratamiento oxidativo estándar, por ejemplo con NaOOH.
Otra vía para elaborar este diol implica la reducción de un ceto-éster (propionilacetato de etilo) empleando borohidruro de sodio y metanol a temperatura ambiente.
Una alternativa diferente de síntesis es por conversión microbiana utilizando Escherichia coli genéticamente modificada. La ruta de conversión, que usa como sustrato una mezcla de glucosa y propionato, se basa en la modificación de la ruta sintética de producción del (R)-1,3-butanodiol previamente conocida.
Este diol puede emplearse en la fabricación de resinas de poliéster de bajo peso molecular con aplicaciones en recubrimientos, adhesivos, espumas de poliuretano, monómeros acrílicos, tintas de impresión y cosméticos.
También se propuso el uso de este diol en composiciones alimenticias de humedad intermedia, como aditivo para la inhibición del crecimiento bacteriano y para prevenir la proliferación de hongos y levaduras. Asimismo es considerado un excelente humectante y plastificante, por lo que puede servir para reemplazar total o parcialmente la sal, el azúcar, el glicerol o el propilenglicol que se usan convencionalmente como agentes osmóticos.